# Čechy pod Kosířem
Čechy pod Kosířem là một làng thuộc huyện Prostějov, vùng Olomoucký, Cộng hòa Séc.